# Samsung Galaxy M (serie)
La serie Samsung Galaxy M (la M sta per millennial) è una linea di smartphone economici prodotti da Samsung Electronics in India. 
In Italia il primo modello della serie, il Galaxy M20, è stato immesso sul mercato il 28 gennaio 2019, seguito dal Galaxy M10 il 5 febbraio, dal Galaxy M30 il 7 marzo e dal Galaxy M40 il 18 giugno. I Galaxy M10s e M30s sono stati annunciati il 18 settembre, il primo è stato immesso sul mercato il 29 settembre, mentre il secondo il 25 ottobre. Nel 2020 sono stati creati 4 nuovi smartphone della serie: Galaxy M11, Galaxy M21, Galaxy M31, Galaxy M31s e Galaxy M51 e sono stati immessi sul mercato rispettivamente il 30 marzo, il 15 aprile, il 29 aprile e l'11 agosto.

## Descrizione
Essendo posizionati nei segmenti di fascia media e bassa, tutti i modelli della serie M hanno tutte le caratteristiche essenziali di uno smartphone, oltre ad alcune altre caratteristiche di lusso, distinguendoli così dalle altre serie poiché differiscono anche per dimensioni e design.

## Smartphone

### Prima generazione (2019)
| Nome                     | Dimensioni            | Peso  | Display            | Sistema operativo                                                        | Fotocamera                                 | Fotocamera | RAM      | Archiviazione interna | Chipset                 | Batteria |
| Nome                     | Dimensioni            | Peso  | Display            | Sistema operativo                                                        | Posteriore                                 | Frontale   | RAM      | Archiviazione interna | Chipset                 | Batteria |
| ------------------------ | --------------------- | ----- | ------------------ | ------------------------------------------------------------------------ | ------------------------------------------ | ---------- | -------- | --------------------- | ----------------------- | -------- |
| Galaxy M10               | 155,6 × 75,6 × 7,7 mm | 163 g | 6,2" HD+ PLS TFT   | Android 8.1 "Oreo", Samsung Experience 9.5 (Android 10, One UI Core 2.0) | 13 MP 5 MP (grandangolo)                   | 5 MP       | 2/3 GB   | 16/32 GB              | Samsung Exynos 7880     | 3400 mAh |
| Galaxy M10s              | 158,4 × 74,7 × 7,8 mm | 160 g | 6,4" HD+ S-AMOLED  | Android 9 "Pie, One UI 1.1 (Android 11, One UI 3.1)                      | 13 MP 5 MP (grandangolo)                   | 8 MP       | 3 GB     | 32 GB                 | Samsung Exynos 7885     | 4000 mAh |
| Galaxy M20               | 156,4 × 74,5 × 8,8 mm | 183 g | 6,3" FHD+ PLS TFT  | Android 8.1 "Oreo", Samsung Experience 9.5 (Android 10, One UI Core 2.0) | 13 MP 5 MP (grandangolo)                   | 8 MP       | 3/4 GB   | 32/64 GB              | Samsung Exynos 7904     | 5000 mAh |
| Galaxy M30 (Galaxy A40s) | 159 × 75,1 × 8,4 mm   | 175 g | 6,4" FHD+ S-AMOLED | Android 8.1 "Oreo", Samsung Experience 9.5 (Android 10, One UI Core 2.0) | 13 MP 5 MP (grandangolo) 5 MP (profondità) | 16 MP      | 3/4/6 GB | 32/64/128 GB          | Samsung Exynos 7904     | 5000 mAh |
| Galaxy M30s              | 159 × 75,1 × 8,9 mm   | 188 g | 6,4" FHD+ S-AMOLED | Android 9 "Pie", One UI Core 1.5 (Android 11, One UI Core 3.1)           | 48 MP 8 MP (grandangolo) 5 MP (profondità) | 16 MP      | 4/6 GB   | 64/128 GB             | Samsung Exynos 9611     | 6000 mAh |
| Galaxy M40 (Galaxy A60)  | 155,3 × 73,9 × 7,9 mm | 168 g | 6,3" FHD+ PLS TFT  | Android 9 "Pie", One UI 1.1 (Android 11, One UI Core 3.1)                | 32 MP 8 MP (grandangolo) 5 MP (profondità) | 16 MP      | 4/6 GB   | 64/128 GB             | Qualcomm Snapdragon 675 | 3500 mAh |

### Seconda generazione (2020)
| Nome                              | Dimensioni            | Peso  | Display                 | Sistema operativo                                             | Fotocamera                                               | Fotocamera | RAM    | Archiviazione interna | Chipset                 | Batteria |
| Nome                              | Dimensioni            | Peso  | Display                 | Sistema operativo                                             | Posteriore                                               | Frontale   | RAM    | Archiviazione interna | Chipset                 | Batteria |
| --------------------------------- | --------------------- | ----- | ----------------------- | ------------------------------------------------------------- | -------------------------------------------------------- | ---------- | ------ | --------------------- | ----------------------- | -------- |
| Galaxy M01                        | 147,5 × 70,9 × 9,8 mm | 168 g | 5,7" HD+ PLS TFT        | Android 10, One UI Core 2.0 (Android 12, One UI Core 4.1)     | 13 MP 2 MP (profondità)                                  | 5 MP       | 3 GB   | 32 GB                 | Qualcomm Snapdragon 439 | 4000 mAh |
| Galaxy M01s                       | 156,9 × 75,8 × 7,8 mm | 168 g | 6,2" HD+ PLS TFT        | Android 9 "Pie, One UI Core 1.1 (Android 11, One UI Core 3.1) | 13 MP 2 MP (profondità)                                  | 8 MP       | 3 GB   | 32 GB                 | MediaTek Helio P22      | 4000 mAh |
| Galaxy M01 Core (Galaxy A01 Core) | 141,7 × 67,5 × 8,6 mm | 150 g | 5,3" HD+ PLS TFT        | Android 10 (Go Edition), One UI Core 2.0                      | 8 MP                                                     | 5 MP       | 1/2 GB | 16/32 GB              | MediaTek MT6739         | 3000 mAh |
| Galaxy M11                        | 161,4 × 76,3 × 9 mm   | 197 g | 6,4" HD+ PLS TFT        | Android 10, One UI Core 2.0 (Android 12, One UI Core 4.1)     | 13 MP 5 MP (grandangolo) 2 MP (profondità)               | 8 MP       | 3/4 GB | 32/64 GB              | Qualcomm Snapdragon 450 | 3400 mAh |
| Galaxy M21                        | 159 × 75,1 × 8,9 mm   | 188 g | 6,4" FHD+ S-AMOLED      | Android 10, One UI Core 2.0 (Android 12, One UI Core 4.1)     | 48 MP 8 MP (grandangolo) 5 MP (profondità)               | 20 MP      | 4/6 GB | 64/128 GB             | Samsung Exynos 9611     | 6000 mAh |
| Galaxy M21s (Galaxy F41)          | 159,2 × 75,1 × 8,9 mm | 191 g | 6,4" FHD+ S-AMOLED      | Android 10, One UI Core 2.0 (Android 12, One UI Core 4.1)     | 64 MP 8 MP (grandangolo) 5 MP (profondità)               | 32 MP      | 4 GB   | 64 GB                 | Samsung Exynos 9611     | 6000 mAh |
| Galaxy M31                        | 159,2 × 75,1 × 8,9 mm | 191 g | 6,4" FHD+ S-AMOLED      | Android 10, One UI Core 2.0 (Android 12, One UI Core 4.1)     | 64 MP 8 MP (grandangolo) 5 MP (macro) 5 MP (profondità)  | 32 MP      | 6/8 GB | 64/128 GB             | Samsung Exynos 9611     | 6000 mAh |
| Galaxy M31s                       | 159,3 × 74,4 × 9,3 mm | 203 g | 6,5" FHD+ S-AMOLED      | Android 10, One UI Core 2.1 (Android 12, One UI Core 4.1)     | 64 MP 12 MP (grandangolo) 5 MP (macro) 5 MP (profondità) | 32 MP      | 6/8 GB | 128 GB                | Samsung Exynos 9611     | 6000 mAh |
| Galaxy M51                        | 163,9 × 76,3 × 9,5 mm | 213 g | 6,7" FHD+ S-AMOLED Plus | Android 10, One UI Core 2.1 (Android 12, One UI Core 4.1)     | 64 MP 12 MP (grandangolo) 5 MP (macro) 5 MP (profondità) | 32 MP      | 6/8 GB | 128 GB                | Qualcomm Snapdragon 730 | 7000 mAh |

### Terza generazione (2021)
| Nome                           | Dimensioni                                               | Peso                         | Display                 | Sistema operativo                                         | Fotocamera                                                    | Fotocamera | RAM      | Archiviazione interna | Chipset                              | Batteria                           |
| Nome                           | Dimensioni                                               | Peso                         | Display                 | Sistema operativo                                         | Posteriore                                                    | Frontale   | RAM      | Archiviazione interna | Chipset                              | Batteria                           |
| ------------------------------ | -------------------------------------------------------- | ---------------------------- | ----------------------- | --------------------------------------------------------- | ------------------------------------------------------------- | ---------- | -------- | --------------------- | ------------------------------------ | ---------------------------------- |
| Galaxy M02 (Galaxy A02)        | 164 × 75,9 × 9,1 mm                                      | 206 g                        | 6,5" HD+ TFT            | Android 10, One UI Core 2.5 (Android 11, One UI Core 3.1) | 13 MP 2 MP (macro)                                            | 5 MP       | 2/3 GB   | 32 GB                 | MediaTeck MT6739                     | 5000 mAh                           |
| Galaxy M02s (Galaxy A02s/F02s) | 164,2 × 75,9 × 9,1 mm                                    | 196 g                        | 6,5" HD+ TFT            | Android 10, One UI Core 2.5 (Android 12, One UI Core 4.1) | 13 MP 2 MP (macro) 2 MP (profondità)                          | 5 MP       | 3/4 GB   | 32/64 GB              | Qualcomm Snapdragon 450 (SDM4250)    | 5000 mAh                           |
| Galaxy M12 (Galaxy F12)        | 164 × 75,9 × 9,7 mm                                      | 214 g (Europa) 221 g (India) | 6,5" HD+ TFT            | Android 11, One UI Core 3.1 (Android 12, One UI Core 4.1) | 48 MP 8 MP (ultragrandangolo) 5 MP (macro) 2 MP (profondità)  | 8 MP       | 3/4/6 GB | 32/64/128 GB          | Samsung Exynos 850                   | 5000 mAh (Europa) 6000 mAh (India) |
| Galaxy M21 2021 Edition        | 159 × 75,1 × 9 mm                                        | 192 g                        | 6,4" FHD+ S-AMOLED      | Android 11, One UI Core 3.1 (Android 12, One UI Core 4.1) | 48 MP 8 MP (grandangolo) 5 MP (profondità)                    | 20 MP      | 4/6 GB   | 64/128 GB             | Samsung Exynos 9611                  | 6000 mAh                           |
| Galaxy M22                     | 159,9 × 74 × 8,4 mm                                      | 186 g                        | 6,4" HD+ S-AMOLED       | Android 11, One UI Core 3.1 (Android 13, One UI Core 5.1) | 48 MP 8 MP (ultragrandangolo) 2 MP (macro) 2 MP (profondità)  | 13 MP      | 4 GB     | 128 GB                | MediaTek Helio G80                   | 5000 mAh                           |
| Galaxy M32                     | 159,3 × 74 × 8,4 mm (Europa) 159,3 × 74 × 9,3 mm (India) | 180 g (Europa) 196 g (India) | 6,4" FHD+ S-AMOLED      | Android 11, One UI 3.1 (Android 13, One UI 5.1)           | 64 MP 8 MP (ultragrandangolo) 2 (macro) 2 MP (profondità)     | 20 MP      | 4/6 GB   | 64/128 GB             | MediaTek Helio G80                   | 5000 mAh (Europa) 6000 mAh (India) |
| Galaxy M32 5G (Galaxy A32 5G)  | 164,2 × 76,1 × 9,1 mm                                    | 205 g                        | 6,5" HD+ TFT            | Android 11, One UI 3.1 (Android 13, One UI 5.1)           | 48 MP 8 MP (ultragrandangolo) 5 MP (macro) 2 MP (profondità)  | 13 MP      | 6/8 GB   | 128 GB                | MediaTek Dimensity 720 5G            | 5000 mAh                           |
| Galaxy M42 5G (Galaxy A42 5G)  | 164,4 × 75,9 × 8,6 mm                                    | 190 g                        | 6,6" HD+ S-AMOLED       | Android 11, One UI 3.1 (Android 13, One UI 5.1)           | 48 MP 8 MP (ultragrandangolo) 5 MP (macro) 5 MP (profondità)  | 20 MP      | 6/8 GB   | 128 GB                | Qualcomm Snapdragon 750G 5G (SM7225) | 5000 mAh                           |
| Galaxy M52 5G                  | 164,2 × 76,4 × 7,4 mm                                    | 173 g                        | 6,7" FHD+ S-AMOLED Plus | Android 11, One UI 3.1 (Android 13, One UI 5.1)           | 64 MP 12 MP (ultragrandangolo) 5 MP (profondità)              | 32 MP      | 6 GB     | 128 GB                | Qualcomm Snapdragon 778G 5G          | 5000 mAh                           |
| Galaxy M62 (Galaxy F62)        | 163,9 × 76,3 × 9,5 mm                                    | 218 g                        | 6,7" FHD+ S-AMOLED Plus | Android 11, One UI 3.1 (Android 13, One UI 5.1)           | 64 MP 12 MP (ultragrandangolo) 5 MP (macro) 5 MP (profondità) | 32 MP      | 8 GB     | 128/256 GB            | Samsung Exynos 9825                  | 7000 mAh                           |

### Quarta generazione (2022)
| Nome                          | Dimensioni                                                   | Peso                         | Display             | Sistema operativo                                         | Fotocamera                                                      | Fotocamera | RAM    | Archiviazione interna | Chipset                                   | Batteria                           |
| Nome                          | Dimensioni                                                   | Peso                         | Display             | Sistema operativo                                         | Posteriore                                                      | Frontale   | RAM    | Archiviazione interna | Chipset                                   | Batteria                           |
| ----------------------------- | ------------------------------------------------------------ | ---------------------------- | ------------------- | --------------------------------------------------------- | --------------------------------------------------------------- | ---------- | ------ | --------------------- | ----------------------------------------- | ---------------------------------- |
| Galaxy M13 (Galaxy F13)       | 165,4 × 76,9 × 8,4 mm                                        | 192 g                        | 6,6" FHD+ PLS       | Android 12, One UI Core 4.1 (Android 13, One UI Core 5.1) | 50 MP 5 MP (ultra-grandangolo) 2 MP (profondità)                | 8 MP       | 4 GB   | 64/128 GB             | Samsung Exynos 850                        | 5000 mAh (Europa) 6000 mAh (India) |
| Galaxy M13 5G                 | 165,5 × 76,5 × 8,8 mm                                        | 195 g                        | 6,5" HD+ PLS        | Android 12, One UI Core 4.1 (Android 13, One UI Core 5.1) | 50 MP 2 MP (profondità)                                         | 5 MP       | 4/6 GB | 64/128 GB             | MediaTek Dimensity 700 5G (MT6833)        | 5000 mAh                           |
| Galaxy M23 5G (Galaxy F23 5G) | 164,5 × 77 × 8,4 mm                                          | 198 g                        | 6,6" FHD+ TFT       | Android 12, One UI 4.1 (Android 13, One UI 5.1)           | 50 MP 8 MP (ultra-grandangolare) 2 MP (profondità)              | 8 MP       | 4 GB   | 128 GB                | Qualcomm Snapdragon 750G 5G (SM7225-2-AB) | 5000 mAh                           |
| Galaxy M33 5G                 | 165,4 × 76,9 × 9,4 mm (India) 165,4 × 76,9 × 8,4 mm (Europa) | 215 g (India) 198 g (Europa) | 6,6" FHD+ TFT       | Android 12, One UI 4.1 (Android 13, One UI 5.1)           | 50 MP 8 MP (ultra-grandangolare) 2 MP (macro) 2 MP (profondità) | 8 MP       | 6/8 GB | 128 GB                | Samsung Exynos 1200                       | 5000 mAh (Europa) 6000 mAh (India) |
| Galaxy M53 5G                 | 164,6 × 77 × 7,4 mm                                          | 176 g                        | 6,7" FHD+ S-AMOLED+ | Android 12, One UI 4.1 (Android 13, One UI 5.1)           | 108 MP 8 MP (ultra-grandangolo) 2 MP (macro) 2 MP (profondità)  | 32 MP      | 6/8 GB | 128 GB                | MediaTek Dimensity 900 (MT6877)           | 5000 mAh                           |

### Quinta generazione (2023)
| Nome                                | Dimensioni            | Peso  | Display                 | Sistema operativo                                         | Fotocamera                                     | Fotocamera | RAM    | Archiviazione interna | Chipset                     | Batteria |
| Nome                                | Dimensioni            | Peso  | Display                 | Sistema operativo                                         | Posteriore                                     | Frontale   | RAM    | Archiviazione interna | Chipset                     | Batteria |
| ----------------------------------- | --------------------- | ----- | ----------------------- | --------------------------------------------------------- | ---------------------------------------------- | ---------- | ------ | --------------------- | --------------------------- | -------- |
| Galaxy M04 (Galaxy A04e/Galaxy F04) | 164,2 × 75,9 × 9,1 mm | 188 g | 6,5" HD+ PLS LCD        | Android 12, One UI Core 4.1 (Android 13, One UI Core 5.1) | 13 MP 2 MP (profondità)                        | 5 MP       | 4/6 GB | 64/128 GB             | MediaTek Helio P35 (MT6765) | 5000 mAh |
| Galaxy M14 5G                       | 166,8 × 77,2 × 9,4 mm | 206 g | 6,6" FHD+ PLS LCD       | Android 13, One UI Core 5.1                               | 50 MP 2 MP (macro) 2 MP (profondità)           | 13 MP      | 4 GB   | 64/128 GB             | Samsung Exynos 1330         | 6000 mAh |
| Galaxy M34 5G                       | 161,7 × 77,2 × 8,8 mm | 208 g | 6,5" FHD+ S-AMOLED      | Android 13, One UI 5.1                                    | 50 MP 8 MP (grandangolare) 2 MP (macro)        | 13 MP      | 6/8 GB | 128/256 GB            | Samsung Exynos 1280         | 6000 mAh |
| Galaxy M54 5G (Galaxy F54 5G)       | 164,9 × 77,3 × 8,4 mm | 199 g | 6,7" FHD+ S-AMOLED Plus | Android 13, One UI 5.1                                    | 108 MP 8 MP (ultra-grandangolare) 2 MP (macro) | 32 MP      | 8 GB   | 128/256 GB            | Samsung Exynos 1380         | 6000 mAh |

### Sesta generazione (2024)
| Nome        | Dimensioni            | Peso  | Display                 | Sistema operativo           | Fotocamera                                    | Fotocamera | RAM      | Archiviazione interna | Chipset                               | Batteria |
| Nome        | Dimensioni            | Peso  | Display                 | Sistema operativo           | Posteriore                                    | Frontale   | RAM      | Archiviazione interna | Chipset                               | Batteria |
| ----------- | --------------------- | ----- | ----------------------- | --------------------------- | --------------------------------------------- | ---------- | -------- | --------------------- | ------------------------------------- | -------- |
| Galaxy M05  | 168,8 × 78,2 × 8,8 mm | 195 g | 6,7" HD+ PLS LCD        | Android 14, One UI Core 6.0 | 50 MP 2 MP (profondità)                       | 8 MP       | 4 GB     | 64 GB                 | MediaTek Helio G85                    | 5000 mAh |
| Galaxy M15  | 160,1 × 76,8 × 9,3 mm | 217 g | 6,5" FHD+ Super AMOLED  | Android 14, One UI 6        | 50 MP 5 MP (ultra-grandangolare) 2 MP (macro) | 13 MP      | 4/6/8 GB | 128/256 GB            | Mediatek Dimensity 6100+              | 6000 mAh |
| Galaxy M35  | 162,3 × 78,6 × 9,1 mm | 222 g | 6,6" FHD+ S-AMOLED      | Android 14, One UI 6.1      | 50 MP 8 MP (ultra-grandangolare) 2 MP (macro) | 13 MP      | 6/8 GB   | 128/256 GB            | Samsung Exynos 1380                   | 6000 mAh |
| Galaxy M55  | 163,9 × 76,5 × 7,8 mm | 199 g | 6,7" FHD+ S-AMOLED Plus | Android 14, One UI 6.1      | 50 MP 8 MP (ultra-grandangolare) 2 MP (macro) | 50 MP      | 8/12 GB  | 128/256 GB            | Qualcomm SM7450-AB Snapdragon 7 Gen 1 | 5000 mAh |
| Galaxy M55s | 163,9 × 76,5 × 7,8 mm | 180 g | 6,7" FHD+ S-AMOLED Plus | Android 14, One UI 6.1      | 50 MP 8 MP (ultra-grandangolare) 2 MP (macro) | 50 MP      | 8 GB     | 128 GB                | Qualcomm SM7450-AB Snapdragon 7 Gen 1 | 5000 mAh |

### Settima generazione (2025)
| Nome       | Dimensioni            | Peso  | Display                  | Sistema operativo      | Fotocamera                                    | Fotocamera | RAM      | Archiviazione interna | Chipset                 | Batteria |
| Nome       | Dimensioni            | Peso  | Display                  | Sistema operativo      | Posteriore                                    | Frontale   | RAM      | Archiviazione interna | Chipset                 | Batteria |
| ---------- | --------------------- | ----- | ------------------------ | ---------------------- | --------------------------------------------- | ---------- | -------- | --------------------- | ----------------------- | -------- |
| Galaxy M06 | 167,4 × 77,4 × 8 mm   | 191 g | 6,7" HD+ PLS LCD         | Android 15, One UI 7.0 | 50 MP 2 MP (profondità)                       | 8 MP       | 4/6 GB   | 128 GB                | Mediatek Dimensity 6300 | 5000 mAh |
| Galaxy M16 | 164,4 × 77,9 × 7,9 mm | 191 g | 6.7" FHD+ S-AMOLED       | Android 15, One UI 7.0 | 50 MP 5 MP (ultra-grandangolare) 2 MP (macro) | 13 MP      | 4/6/8 GB | 128/256 GB            | Mediatek Dimensity 6300 | 5000 mAh |
| Galaxy M36 | 164,4 × 77,9 × 7,7 mm | 197 g | 6.7" FHD+ S-AMOLED       | Android 15, One UI 7.0 | 50 MP 8 MP (ultra-grandangolare) 2 MP (macro) | 13 MP      | 6/8 GB   | 128/256 GB            | Samsung Exynos 1380     | 5000 mAh |
| Galaxy M56 | 162 × 77,3 × 7,2 mm   | 180 g | 6,74" FHD+ S-AMOLED Plus | Android 15, One UI 7.0 | 50 MP 8 MP (ultra-grandangolare) 2 MP (macro) | 13 MP      | 8 GB     | 128/256 GB            | Samsung Exynos 1480     | 5000 mAh |